# Ceanothus cuneatus
Ceanothus cuneatus är en brakvedsväxtart som först beskrevs av William Jackson Hooker, och fick sitt nu gällande namn av Thomas Nuttall. Ceanothus cuneatus ingår i släktet Ceanothus och familjen brakvedsväxter.

## Underarter
Arten delas in i följande underarter:
- C. c. fascicularis
- C. c. rigidus

## Bildgalleri

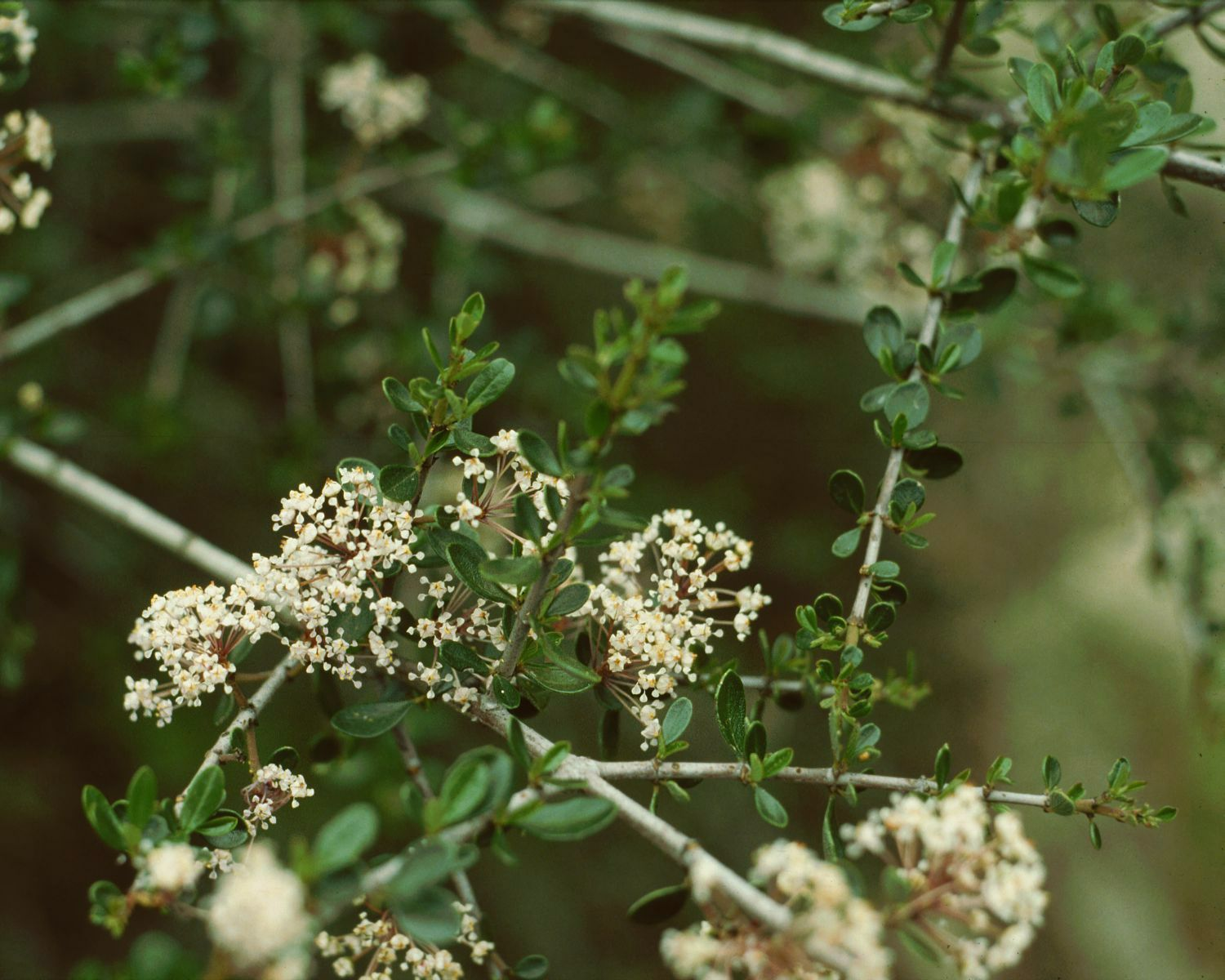
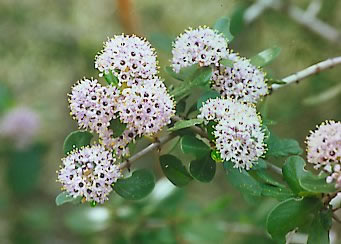
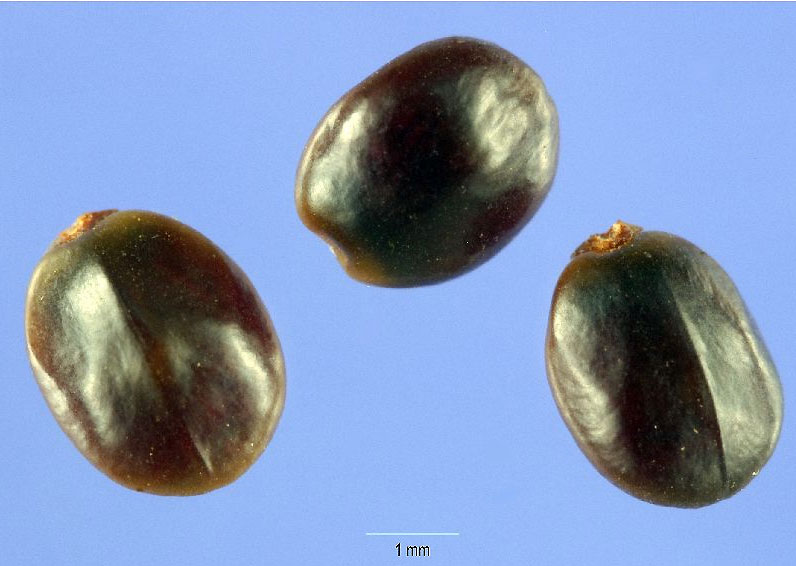
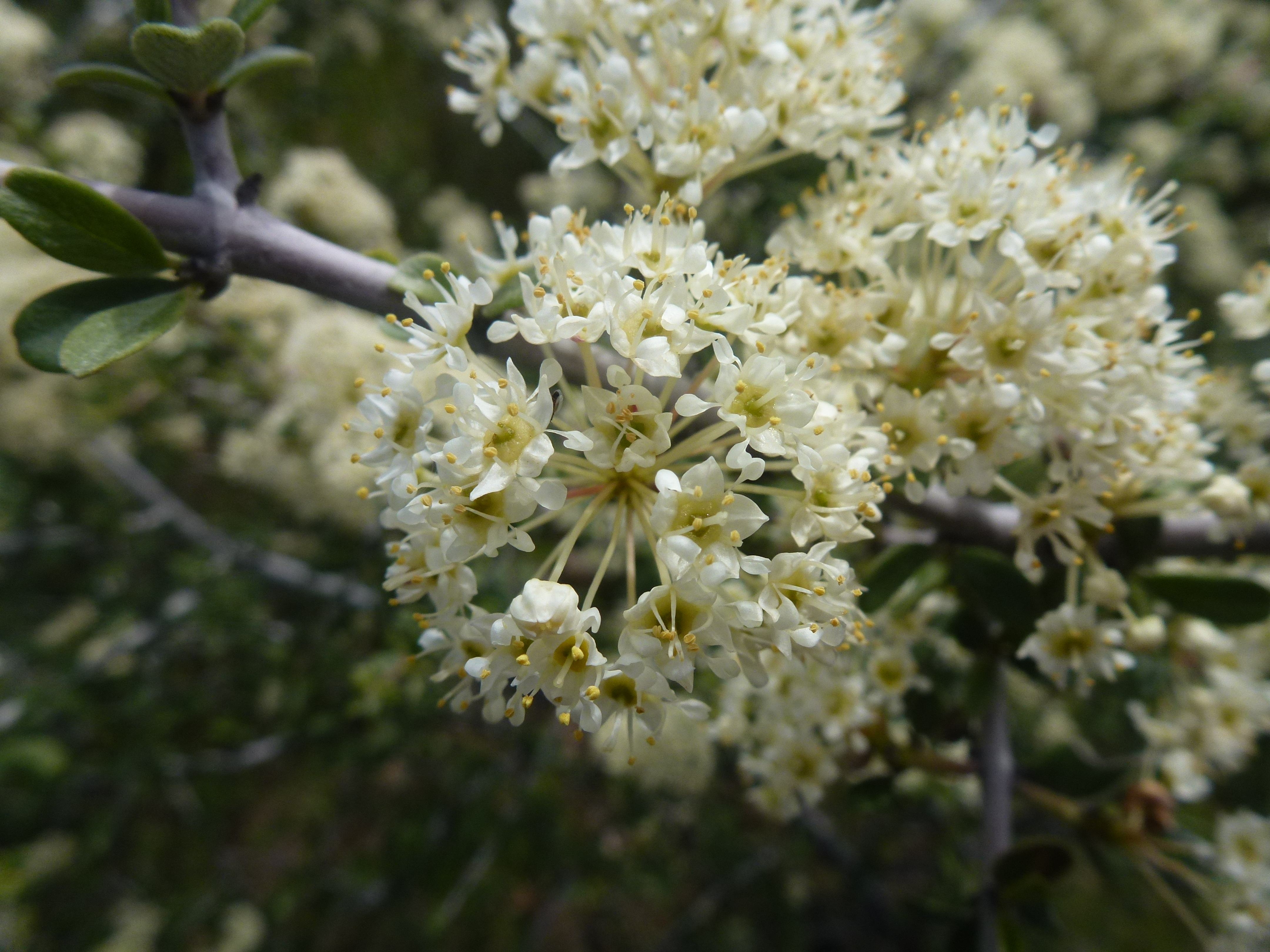